# Milladoiro
Milladoiro è un gruppo di musica folk galiziano, formatosi sul finire degli anni settanta dall'unione del gruppo tradizionale di Faiscas do Xiabre con i musicisti Antón Seoane e Rodrigo Romaní. Questo gruppo musicale intende consapevolmente fondere le musiche celtiche di Irlanda, Scozia e Bretagna con le tradizionali melodie della Galizia.

## Storia del gruppo
Prodotto di due gruppi musicali distinti, uno dei quali suonava musica medioevale e l'altro la tradizionale musica folk celtica, Milladoiro ha creato un sound unico che chiamano "folk da camera". La visione originale che ha condotto alla formazione dei Milladoiro è stata concepita dal multi-strumentalista jazz e storico della musica Xose A. Ferreiros nel novembre del 1978. Formata da ex-studenti dell'Università di Santiago di Compostela, il gruppo ha raccolto il suo vasto repertorio da antichi manoscritti e spartiti. Milladoiro ha poi continuato a basare il suo approccio alla musica su altri gruppi musicali di tendenza celtica. In un'intervista a Rodrigo Romani, questi ha spiegato: "Quando iniziammo volevamo fare lo stesso che i Chieftains o The Bothy Band stavano realizzando per la musica irlandese, o Alan Stivell per la musica bretone". Le tradizioni musicali della loro patria galiziana sono pure evidenti nel sound dei Milladoiro.
Rodrigo Romaní e Antón Seoane nel 1978 pubblicano l'album Milladoiro cercando di combinare strumenti e sonorità venendo premiati dalla critica nello stesso anno.
Acquisendo i componenti del gruppo Faiscas do Xiabre, nell'anno successivo nasce l'album A Galicia de Maeloc.
Man mano usciranno gli altri album con un crescente seguito di fan.
Tra gli altri album Solfafria, del 1984, il quale è stato registrato a Dublino con la partecipazione di Paddy Moloney dei The Chieftains; Galicia no pais das maravillas, del 1986, il quale è l'album con più musiche utilizzate nel film La mitad del cielo; nel 1993 la band partecipò in uno spettacolo teatrale di magia (nell'album A Via Lactea), e nel 1994 realizzò un album con l'English Chamber Orchestra agli studi di Abbey Road.

## Discografia
- 1978, Milladoiro.
- 1979, A Galicia de Maeloc.
- 1980, O Berro Seco.
- 1982, Milladoiro 3.
- 1984, Sofafria.
- 1986, Galicia no pais das Marabillas.
- 1987 - Divinas Palabras.
- 1989 - Castellum Honesti.
- 1991 - Galizia no Tempo.
- 1993 - A Via Lactea.
- 1993 - A Xeometria da Alma.
- 1994 - Iacobus Magnus.
- 1995 - Gallaecia Fulget.
- 1995 - As Fadas de Extraño Nome (live).
- 1999 - No confin do verdes castros.
- 1999 - Auga de Maio
- 2002 - O niño do Sol.
- 2005 - XXV.
- 2008 - A quinta das lágrimas.

## Formazione

### Originaria
- Rodrigo Romaní, arpa celtica, chitarra, bouzouki, ocarina e voce.
- Antón Seoane, chitarra, fisarmonica, altre tastiere di strumenti a fiato (tipo l'organo)
- Xose V. Ferreiros, cornamuse tipo gaita e uillean pipe, whitles, mandolino e bouzouki
- Nando Casal, gaita, clarinetto, whistles.
- Xose A. F. Méndez, flauto traverso.
- Moncho García, bodhrán, tamburi, percussioni.
- Laura Quintillan, violino.

### Varie successioni nella formazione
La violinista fu successivamente sostituita da Michel Canada (1980-1993), Anton Seijo (1993-1999) e Harry C. dal 1999 ad oggi.
Nel 2001 Rodrigo Romaní lasciò i Milladoiro per intraprendere la carriera da solista venendo così sostituito dai musicisti Manu Conde, chitarrista e Roi Casal (figlio dell'altro musicista dei Milladoiro, Nando Casal) arpista di arpa celtica.

### Formazione attuale
- Xose V. Ferreiros, cornamuse, mandolino, tin whistles, bouzouki, oboe, percussioni.
- Nando Casal, clarinetto, tin whistles, cromorno, voce, percussioni.
- Antón Seoane, tastiere, viella, fisarmonica, voce,
- Xose A. Mendez, flauti
- Moncho García Rei, Bodhran, percussioni, voce.
- Roi Casal, arpe, bouzouki, ocarina, percussioni,
- Harry C., violino
- Manu Conde, chitarre, bouzouki.